# Merlijn (mythologie)

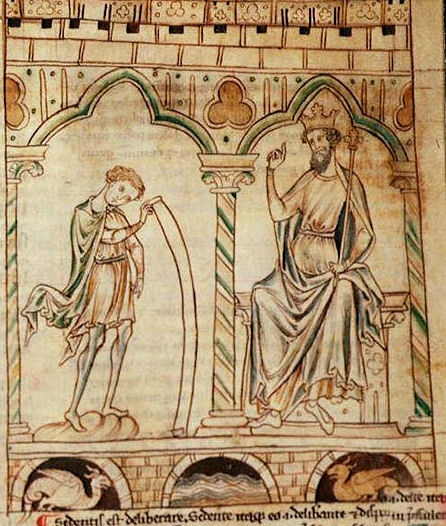
Merlijn leest de voorspelling over de rode en witte draak voor aan koning Vortigern, Geoffrey van Monmouth, Prophetiae Merlini, ca. 1250-1270

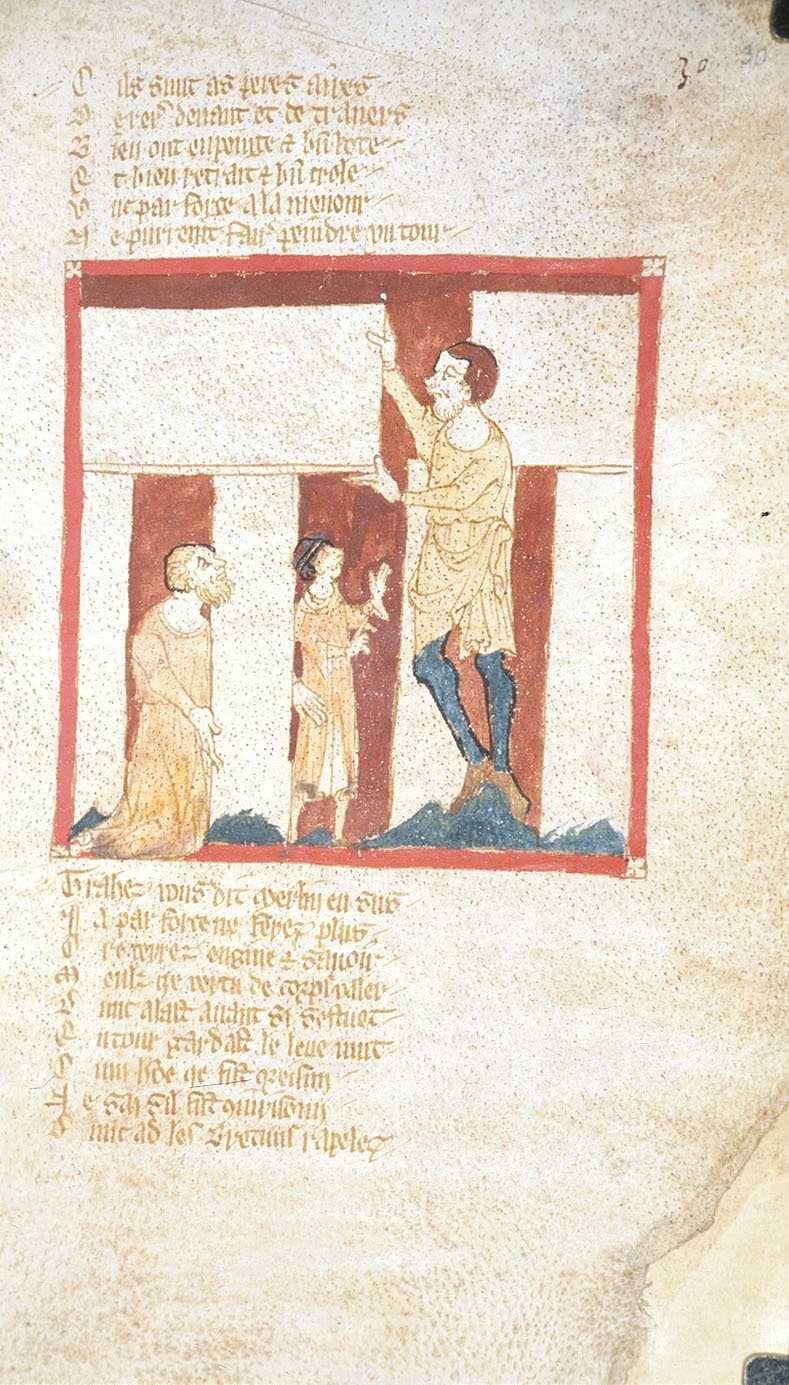
De bouw van Stonehenge met assistentie van Merlijn, 14e eeuw en de oudste afbeelding van Stonehenge die bekend is

Merlijn (voluit Merlijn Ambrosius; Welsh: Myrddin Emrys) was de tovenaar en Keltische druïde die volgens de sage, zoals beschreven in Geoffrey van Monmouths Historia regum Britanniae, een rol heeft gespeeld bij de opvoeding en in het leven van koning Arthur, de zoon van de Welsh koning Uther Pendragon.
Vermoed wordt dat Van Monmouth twee verschillende druïden 'samensmolt' tot de Merlijn zoals wij die nu kennen: Myrddin Wyltt en Myrddin Emrys.
Volgens verschillende (onder andere Bretonse) overleveringen was Merlijn een zoon van de duivel en een vrouw, en was hij op een vergelijkbare wijze als Jezus verwekt. Men gaf waarschijnlijk op deze manier een verklaring voor zijn magische krachten. Ook werd hiermee een verklaring gegeven voor het onbekend zijn van Merlijns ouders.
In een andere versie is de moeder van Merlijn wel bekend, ze is de dochter van de prins van Dyfed. Koning Vortigern wil de jongen zonder vader offeren om de vernietiging van zijn toren te voorkomen, zie De rode draak van Wales.

## Myrddin Wyllt
Al in vroege teksten wordt onderscheid gemaakt tussen deze Myrddin Wyllt  en Myrddin Emrys. Overigens worden veel gebeurtenissen aan beiden toegeschreven, zodat het verklaarbaar is dat beiden vaak als één persoon worden gezien.
Myrddin Wyllt had echter niets van doen met koning Arthur. In oude geschriften uit Wales wordt Myrddin Wyllt omschreven als een gek die in het Caledonische bos woont nadat zijn heer Gwenddolau is overleden en de bard geen werk meer heeft. Er wordt geschreven dat na de dood van Gwenddolau diens legers worden verslagen door Rhydderch Hael, koning van Rheged, en dat Myrddin Wyltt bij het zien van deze slag (Slag om Arfderydd (in 573)) zijn verstand verloor.

## Myrddin Emrys
Geoffrey van Monmouth introduceerde Merlijn in de Arthurlegende. De naam Myrddin werd verbasterd tot Merlin om geen klankovereenstemming te hebben met de Franse vloek merde. Merlijn speelde een centrale rol in drie boeken van Van Monmouth: Prophetiae Merlini, Historia regum Britanniae en Vita Merlini. Daarmee concentreerde hij zich meer op de figuur Merlijn dan op Arthur. In het tweede boek wordt Merlijn genoemd bij Arthurs voorgangers Vortigern, Aurelius Ambrosius en Uther Pendragon, en latere verhalen hebben hem ook een rol toebedeeld in het leven van Arthur.
Er worden door Geoffrey achttien verhalen over Merlijn verteld waarbij in aanmerking moet worden genomen dat Geoffrey het met de feitelijke juistheid niet zo nauw nam. Het eerste verhaal gaat over de jongen zonder vader, en wordt verteld over Aurelius Ambrosius. Het tweede verhaal gaat over het feit dat Merlijn Stonehenge bouwt als grafplaats voor Aurelius Ambrosius. Het derde verhaal gaat over de transformatie die Uther Pendragon ondergaat wanneer hij Tintagel binnengaat en Arthur verwekt bij Igraine.

## De populaire Arthurlegende
In het populaire verhaal over koning Arthur en Merlijn (waarvan overigens betrekkelijk weinig is terug te vinden in de geschriften), nam Merlijn de jonge prins onder zijn hoede en liet hem uit veiligheidsoverwegingen opvoeden bij een eenvoudig gezin in een huis ergens in een bos.
Merlijn was Arthurs leermeester, en niet alleen van hem, ook van Kay. Hij leerde hen boogschieten, zwaardvechten en Latijn. Arthur was de beste leerling van de twee, terwijl Kay nergens iets van begreep. Ook leerde Merlijn Arthur een techniek om een stok uit een steen te trekken. Die techniek zou hij later onbewust toepassen bij het magische zwaard Excalibur, dat zijn vader net voordat hij op het slagveld stierf in een rots had gestoken, waarbij hij voorspelde dat degene die het zou lukken het zwaard eruit te trekken koning van heel Engeland zou worden.

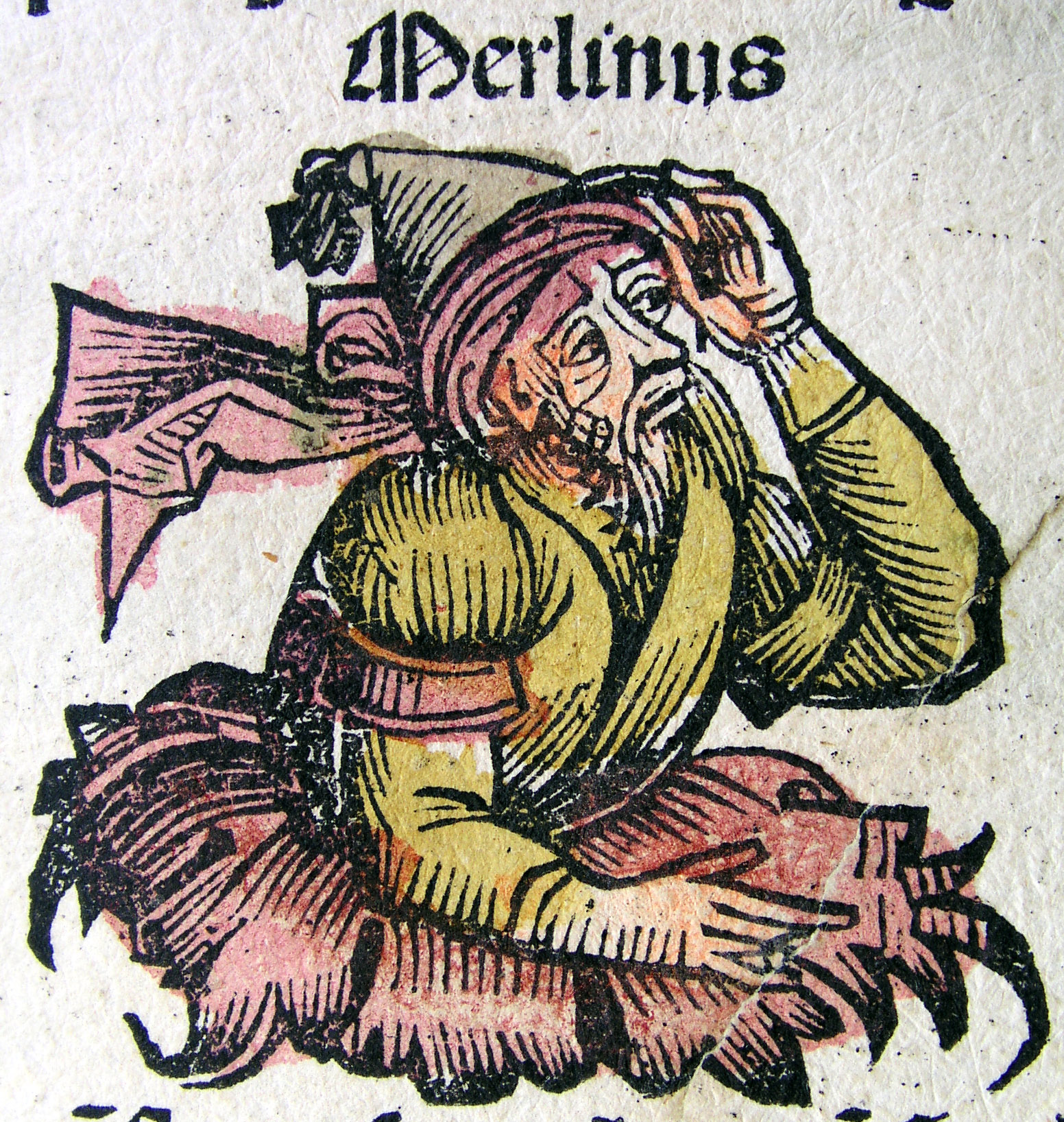
Merlijn afgebeeld in de Kroniek van Neurenberg
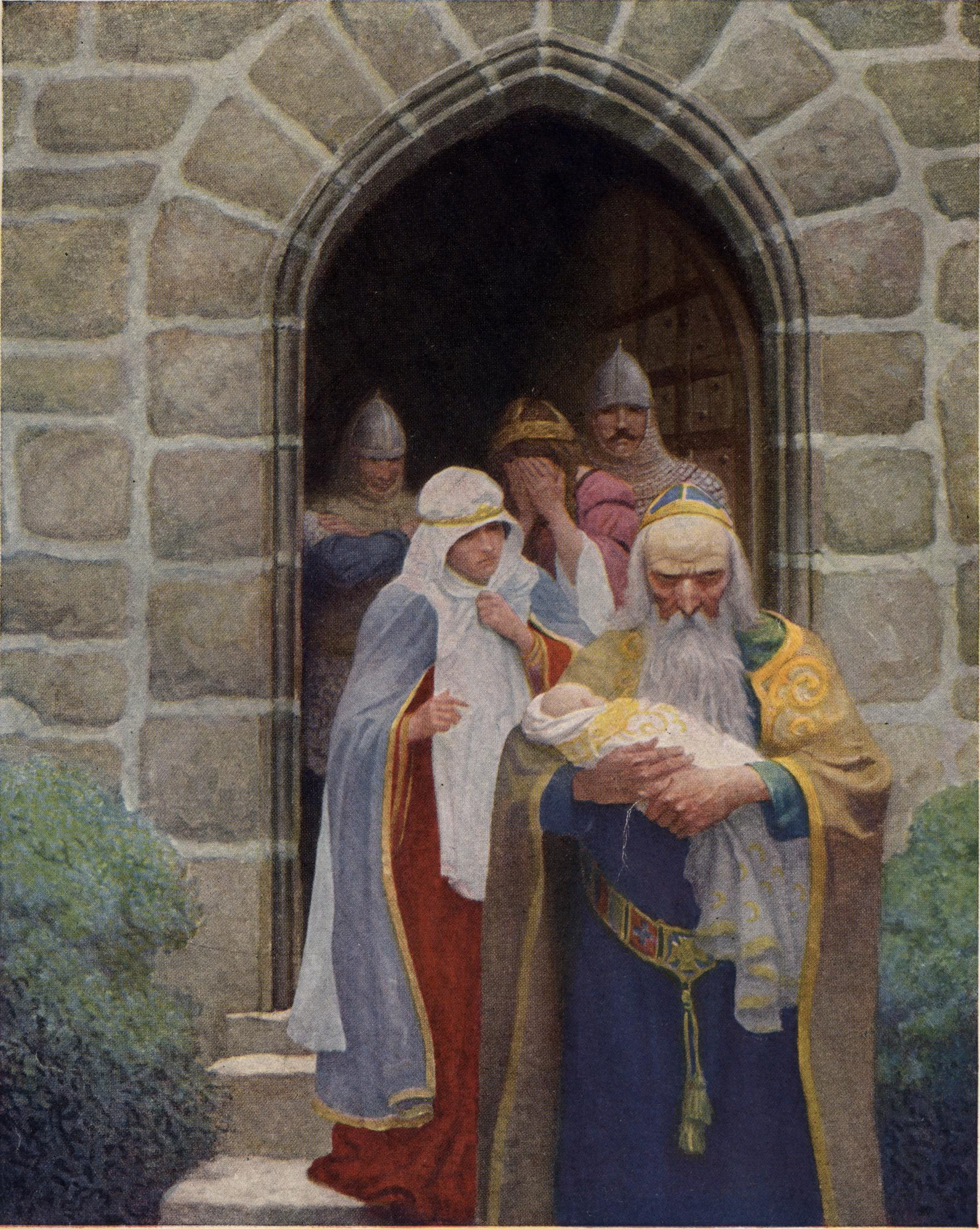
Merlijn neemt de jonge Arthur mee